# Triangle omo-claviculaire
Le triangle omo-claviculaire (ou trigone omo-claviculaire) est la plus petite division de la région sus-claviculaire.

## Description
Le triangle omo-claviculaire est situé en bas de la région sus-claviculaire. Il est limité en haut par le ventre inférieur du muscle omo-hyoïdien, en bas par la clavicule et médialement par le bord postérieur du muscle sterno-cléido-mastoïdien.
Sa couche superficielle est formée par le tégument, le muscle platysma et ses fascias.
Sa couche profonde est formée par la première côte et la première digitation du muscle dentelé antérieur.
Sa taille varie en fonction de l'implantation des muscles et avec la position du bras. Il est diminué en levant le bras, augmenté en le baissant.

## Contenu
Juste au-dessus du niveau de la clavicule, se trouve la troisième partie de l'artère subclavière qui se courbe latéralement et vers le bas à partir du bord latéral du muscle scalène antérieur. Parfois, cette artère s'élève jusqu'à 4 cm. au-dessus de la clavicule; parfois et passe devant le muscle scalène antérieur ou perce les fibres de ce muscle.
Passant transversalement derrière la clavicule se trouvent l'artère et la veine supra-scapulaire. Dans l'angle supérieur du triangle, passent l'artère dorsale de la scapula et sa veine.
Derrière la clavicule passe la veine subclavière qui peut dans certains cas s'étendre dans cette zone, voire passer derrière le muscle scalène antérieur.
La veine jugulaire externe s'étend verticalement vers le bas derrière le bord postérieur du muscle sterno-cléido-mastoïdien, pour se terminer dans la veine subclavière. Dans cette zone elle y reçoit les veines supra scapulaire et dorsale de la scapula.
Le plexus brachial se trouve au-dessus de l'artère subclavière et en contact étroit avec elle.
Le nerf subclavier traverse également ce triangle en son milieu.
Dans cet espace se trouvent également des ganglions lymphatiques.

## Aspect clinique
Le triangle omo-claviculaire est une zone d'accès pour un éventuelle ligature de l'artère subclavière.
La taille des ganglions de ce triangle intervient au niveau N3 pour la classification TNM du carcinome du nasopharynx.

## Galerie

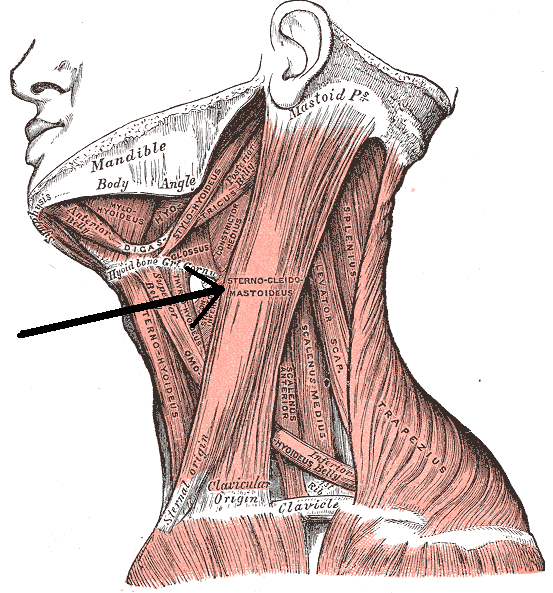
Le muscle sterno-cléido-mastoïdien.
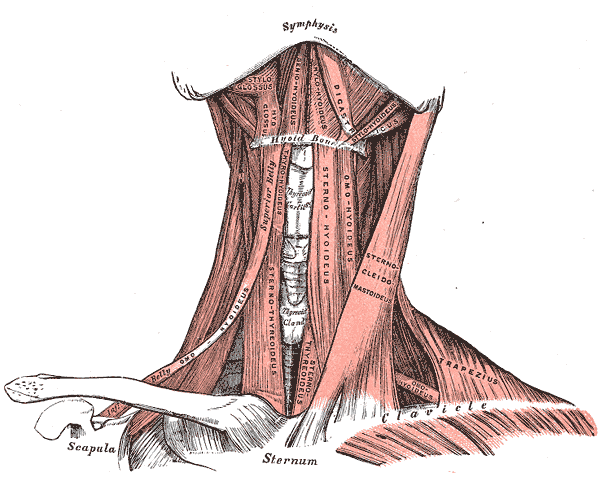
Vue antérieure des muscles du cou.
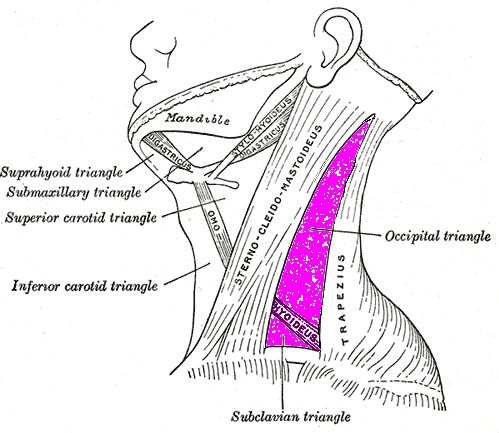
La région sus-claviculaire.